# Liste der Baudenkmale in Königs Wusterhausen
Die Liste der Baudenkmale in Königs Wusterhausen enthält alle Baudenkmale der brandenburgischen Gemeinde Königs Wusterhausen und ihrer Ortsteile. Grundlage ist die Landesdenkmalliste mit dem Stand vom 1. Januar 2025. Die Bodendenkmale sind in der Liste der Bodendenkmale in Königs Wusterhausen enthalten.

## Legende
In den Spalten befinden sich folgende Informationen:
- ID-Nr.: Die Nummer wird vom Brandenburgischen Landesamt für Denkmalpflege vergeben. Ein Link hinter der Nummer führt zum Eintrag über das Denkmal in der Denkmaldatenbank. In dieser Spalte kann sich zusätzlich das Wort Wikidata befinden, der entsprechende Link führt zu Angaben zu diesem Denkmal bei Wikidata.
- Lage: die Adresse des Denkmales und die geographischen Koordinaten. Link zu einem Kartenansichtstool, um Koordinaten zu setzen. In der Kartenansicht sind Denkmale ohne Koordinaten mit einem roten beziehungsweise orangen Marker dargestellt und können in der Karte gesetzt werden. Denkmale ohne Bild sind mit einem blauen bzw. roten Marker gekennzeichnet, Denkmale mit Bild mit einem grünen beziehungsweise orangen Marker.
- Bezeichnung: Bezeichnung in den offiziellen Listen des Brandenburgischen Landesamtes für Denkmalpflege. Ein Link hinter der Bezeichnung führt zum Wikipedia-Artikel über das Denkmal.
- Beschreibung: die Beschreibung des Denkmales
- Bild: ein Bild des Denkmales und gegebenenfalls einen Link zu weiteren Fotos des Baudenkmals im Medienarchiv Wikimedia Commons

## Über die Gemeindegrenzen hinaus
| ID-Nr.   | Lage   | Bezeichnung | Beschreibung | Bild           |
| -------- | ------ | --- | --- | -------------- |
| 09140484 | (Lage) | Nottekanal zwischen Mellensee und der Einmündung in die Dahme bei Königs Wusterhausen, einschließlich der entsprechenden wasserbaulichen Anlagen (Schleusen, Einmündungen) und noch vorhandene Teile des Treidelweges; Teilabschnitt im Landkreis Dahme-Spreewald, siehe auch Landkreis Teltow-Fläming | Der Nottekanal wurde Mitte des 19. Jahrhunderts vom früheren Nottefließ als kanalisierte Notte ausgebaut, um die umliegenden Flächen zu entwässern und den Fluss als Transportweg nutzen zu können. Entgegen der Bezeichnung Kanal ist es kein künstlich angelegter Wasserweg. | weitere Bilder |

## Baudenkmale in Königs Wusterhausen

### Deutsch Wusterhausen
| ID-Nr.                           | Lage                                                           | Bezeichnung | Beschreibung | Bild |
| -------------------------------- | -------------------------------------------------------------- | --- | --- | --- |
| 09140028                         | Chausseestraße 83, 85, 87, 89, 91, 93, 95, 97, 138, 140 (Lage) | Stadtgut Deutsch Wusterhausen mit Rinderstall, Scheune, kleinem Stall, Schmiede/Stellmacherei, Getreidespeicher, Inspektorenhaus, Schweizerwohnhaus, Resten der Hofpflasterung sowie Häusler- und Schnitterkaserne und sieben Arbeiterwohnhäusern an der Chausseestraße | Das Stadtgut entstand um 1900. Es wurde für die Abwasserentsorgung (Rieselfelder) und landwirtschaftlich genutzt.                                                                                      | Stadtgut Deutsch Wusterhausen mit Rinderstall, Scheune, kleinem Stall, Schmiede/Stellmacherei, Getreidespeicher, Inspektorenhaus, Schweizerwohnhaus, Resten der Hofpflasterung sowie Häusler- und Schnitterkaserne und sieben Arbeiterwohnhäusern an der Chausseestraße |
| 09140985 Teilobjekt zu: 09140028 | Chausseestraße 138, 140 (Lage)                                 | Rinderstall | | BW |
| 09140986 Teilobjekt zu: 09140028 | Chausseestraße 138, 140 (Lage)                                 | Scheune | | BW |
| 09140987 Teilobjekt zu: 09140028 | Chausseestraße ()                                              | Stall | | ein Bild hochladen |
| 09140988 Teilobjekt zu: 09140028 | Chausseestraße ()                                              | Schmiede & Stellmacherei | | ein Bild hochladen |
| 09140990 Teilobjekt zu: 09140028 | Chausseestraße (Lage)                                          | Getreidespeicher | Das Gebäude mit fünf Geschossen befindet sich im Nordosten des Wirtschaftshofes. | BW |
| 09140991 Teilobjekt zu: 09140028 | Chausseestraße 138 (Lage)                                      | Inspektorenhaus | | BW |
| 09140991 Teilobjekt zu: 09140028 | Chausseestraße 140 (Lage)                                      | Wohnhaus | | BW |
| 09140992 Teilobjekt zu: 09140028 | Chausseestraße 83, 85, 87, 89 (Lage)                           | Wohnhaus | | BW |
| 09140993 Teilobjekt zu: 09140028 | Chausseestraße 97 (Lage)                                       | Schnitterkaserne | | BW |
| 09140994 Teilobjekt zu: 09140028 | Chausseestraße 91, 93, 95 (Lage)                               | Wohnhaus | Die Häuser sind baugleich und um 1925 gebaut worden. | BW |
| 09140068 Wikidata                | Denkmalplatz (Lage)                                            | Dorfkirche | Die evangelische Kirche stammt aus dem 13. Jahrhundert. Es ist ein Bau aus Feldstein mit einem eingezognenen Chor. Über dem Giebel befindet sich ein Dachturm. Das Innere wurde 1966 neu eingerichtet. | weitere Bilder |

### Kablow
| ID-Nr.                           | Lage                | Bezeichnung      | Beschreibung | Bild               |
| -------------------------------- | ------------------- | ---------------- | --- | ------------------ |
| 09141388                         | Bindower Weg 4 b () | Friedhofskapelle | | ein Bild hochladen |
| 09140343 Wikidata                | Dorfaue 30 (Lage)   | Dorfkirche       | Die evangelische Kirche ist im neugotischen Stil in den Jahren 1869 bis 1870 erbaut worden. Die Innenausstattung ist aus der Bauzeit. Der Altar stammt aus der Zeit Ende des 15. Jahrhunderts. | weitere Bilder     |
| 09141352 Teilobjekt zu: 09140343 | Dorfaue 30 (Lage)   | Orgel            | | BW                 |

### Königs Wusterhausen
| ID-Nr.                           | Lage                                                                      | Bezeichnung | Beschreibung | Bild |
| -------------------------------- | ------------------------------------------------------------------------- | --- | --- | --- |
| 09140344                         | Am Amtsgarten (Lage)                                                      | Teile der Umfassungsmauer des einstigen Küchengartens/Lustgartens des Jagdschlosses | Die Mauer wurde im 16. oder 17. Jahrhundert erbaut. Diese Mauer ist heute 57, 2 Meter lang und 2,96 Meter hoch. Die Aufschüttung auf der Straßenseite beträgt etwa 0,70 Meter. | weitere Bilder |
| 09141368                         | Am Amtsgarten, 6, 7, Scheederstraße (Lage)                                | Beamtenwohnhaus des Gasmeisters | | weitere Bilder |
| 09141373 Teilobjekt zu: 09141368 | Am Amtsgarten, 6, 7, Scheederstraße ()                                    | Gaswerk | | ein Bild hochladen |
| 09141372 Teilobjekt zu: 09141368 | Scheederstraße ()                                                         | Verwaltungsgebäude | | ein Bild hochladen |
| 09141371 Teilobjekt zu: 09141368 | Scheederstraße ()                                                         | Apparate- und Reglerbau | | ein Bild hochladen |
| 09141370 Teilobjekt zu: 09141368 | Scheederstraße ()                                                         | Kohlelager | | ein Bild hochladen |
| 09141369 Teilobjekt zu: 09141368 | Scheederstraße ()                                                         | Ofenhaus | | ein Bild hochladen |
| 09140345                         | An der Eisenbahn 25 (Lage)                                                | Saalbau der ehemaligen Gaststätte „Altes Schützenhaus“ | | Saalbau der ehemaligen Gaststätte „Altes Schützenhaus“ |
| 09140345                         | Bahnhofstraße 6 ()                                                        | Saalbau der ehemaligen Gaststätte „Altes Schützenhaus“ | | ein Bild hochladen |
| 09140134                         | Bahnhofstraße 8 (Lage)                                                    | Mietwohn- und Geschäftshaus mit Hofgebäuden und Einfriedung | | Mietwohn- und Geschäftshaus mit Hofgebäuden und Einfriedung |
| 09141041 Teilobjekt zu: 09140134 | Bahnhofstraße 8 ()                                                        | Wirtschaftsgebäude | Das Gebäude wurde 1892 erbaut. | ein Bild hochladen |
| 09140027                         | Bahnhofstraße 20 (Lage)                                                   | Mietwohn- und Geschäftshaus | | Mietwohn- und Geschäftshaus |
| 09140145                         | Bahnhofsvorplatz 4-7, 9, Storkower Straße (Lage)                          | Bahnhof Königs Wusterhausen mit Empfangsgebäude, den südlich davon stehenden Funktionsbauten, den historischen Bahnsteigüberdachungen, der Wartehalle auf Bahnsteig 2 sowie dem Beamtenwohnhaus, dem Übernachtungsgebäude und dem Wasserturm an der Storkower Straße   | | weitere Bilder |
| 09140953 Teilobjekt zu: 09140145 | Bahnhofsvorplatz 5 (Lage)                                                 | Bahnhofsempfangsgebäude | | BW |
| 09140958 Teilobjekt zu: 09140145 | Bahnhofsvorplatz 5 (Lage)                                                 | Wartehalle | | BW |
| 09140955 Teilobjekt zu: 09140145 | Bahnhofsvorplatz (Lage)                                                   | Bahnsteigüberdachung | Die Überdachung befindet sich am Bahnsteig 1 und 2. | BW |
| 09141047 Teilobjekt zu: 09140145 | Bahnhofsvorplatz 7 (Lage)                                                 | Toilettenhaus & Stall | | BW |
| 09140954 Teilobjekt zu: 09140145 | Bahnhofsvorplatz 9 (Lage)                                                 | Bahnmeisterei | | BW |
| 09140956 Teilobjekt zu: 09140145 | Bahnhofsvorplatz 6 (Lage)                                                 | Wohnhaus / Übernachtungsgebäude | | BW |
| 0914 Teilobjekt zu: 09140145     | Bahnhofsvorplatz 4 (Lage)                                                 | Wohnhaus | | BW |
| 09140959 Teilobjekt zu: 09140145 | Storkower Straße (Lage)                                                   | Wasserturm | Der Wasserturm steht nördlich des Bahnhofsgebäudes an der Storkower Straße. Er wurde 1905 erbaut und 2003 / 2004 umgebaut. | BW |
| 09140844                         | Cottbuser Straße (Lage)                                                   | Preußischer Meilenstein „IV Meilen bis Berlin“ | | Preußischer Meilenstein „IV Meilen bis Berlin“ |
| 09141415                         | Cottbuser Straße 13 ()                                                    | Wohnhaus mit Einfriedung | | ein Bild hochladen |
| 09140470 Wikidata                | Friedrich-Engels-Straße 6, 24 (Lage)                                      | Katholische Kirche St. Elisabeth und Gemeindehaus mit Nebengebäude | Die katholische Kirche St. Elisabeth, Namenspatron ist die Heilige Elisabeth von Thüringen, steht in der Friedrich-Engels-Straße. Die Grundsteinlegung war Anfang 1937, nach nur sechsmonatiger Bauzeit wurde die Kirche am 1. August 1937 durch Bischof Konrad Graf von Preysing geweiht.              | weitere Bilder |
| 09140616 Teilobjekt zu: 09140470 | Friedrich-Engels-Straße 24 (Lage)                                         | Orgel | | BW |
| 09141261 Teilobjekt zu: 09140470 | Friedrich-Engels-Straße 6 (Lage)                                          | Schule | Die Schule liegt auf der anderen Straßenseite gegenüber der Kirche. | BW |
| 0914 Teilobjekt zu: 09140470     | Friedrich-Engels-Straße 6 (Lage)                                          | Nebengebäude | Das Gebäude befindet sich auf dem Hof. | BW |
| 09140535                         | Funkerberg (Lage)                                                         | Fachschule für das Fernmelde- und Funkwesen der Deutschen Post einschließlich der Zufahrt, der Wegeführungen und deren ursprünglichen Befestigungen sowie der gestalteten Freiflächen und der Stützmauern                                                              | Die Außenleuchten und die Gitter stammen von Fritz Kühn. | Fachschule für das Fernmelde- und Funkwesen der Deutschen Post einschließlich der Zufahrt, der Wegeführungen und deren ursprünglichen Befestigungen sowie der gestalteten Freiflächen und der Stützmauern                                                              |
| 09140637 Teilobjekt zu: 09140535 | Funkerberg (Lage)                                                         | Freifläche & Grünanlage | Die Anlage wurde 1952 angelegt. | BW |
| 09140132 Wikidata                | Funkerberg (Lage)                                                         | Wasserturm | | weitere Bilder |
| 09140502                         | Funkerberg, Schwarzer Weg (Lage)                                          | Mittelwellensender 21 (Vorstufe bis Senderausgang), im Funkamt Königs Wusterhausen, Sendehaus 2 | | weitere Bilder |
| 09140146                         | Funkerberg 4-10, 13-16, 20, 22, 23, Schwarzer Weg, Hoherlehmer Weg (Lage) | Funkamt Königs Wusterhausen ... | Der Sender Königs Wusterhausen ist eine der ältesten deutschen Funkanlagen. Es ist der erste deutsche Radiosender gewesen. Im Sendehaus 1 befindet sich heute das Sendermuseum Königs Wusterhausen. | weitere Bilder |
| 09141048 Teilobjekt zu: 09140146 | Funkerberg ()                                                             | Verwaltungsgebäude | | ein Bild hochladen |
| 0914 Teilobjekt zu: 09140146     | Funkerberg 20 ()                                                          | Senderhaus | Das Senderhaus 1 befindet sich rechts vom Verwaltungsgebäude. | ein Bild hochladen |
| 09141050 Teilobjekt zu: 09140146 | Funkerberg 20 ()                                                          | Maschinenhaus | | ein Bild hochladen |
| 09140834 Teilobjekt zu: 09140146 | Funkerberg 20 ()                                                          | Kran | | ein Bild hochladen |
| 09141051 Teilobjekt zu: 09140146 | Funkerberg 23 ()                                                          | Senderhaus | | ein Bild hochladen |
| 09141052 Teilobjekt zu: 09140146 | Funkerberg 22 ()                                                          | Senderhaus | | ein Bild hochladen |
| 09141053 Teilobjekt zu: 09140146 | Funkerberg 20, 22 (Lage)                                                  | Fundament | | BW |
| 09140835 Teilobjekt zu: 09140146 | Funkerberg 20 (Lage)                                                      | Antenne | | BW |
| 09141054 Teilobjekt zu: 09140146 | Funkerberg (Lage)                                                         | Antennenmast | | BW |
| 0914 Teilobjekt zu: 09140146     | Funkerberg 4 (Lage)                                                       | Kasernengebäude | Das Gebäude befindet sich nördlich des Wasserturms. Das dreigeschossige Gebäude hat 22 Fensterachsen und ein Mittelrisalit mit acht Fensterachsen. Das Dach ist ein Walmdach. | BW |
| 09141056 Teilobjekt zu: 09140146 | Funkerberg 5, 5a, 5b, 6, 7, 8, 9, 10, 11, 12 (Lage)                       | Stall | | BW |
| 09141057 Teilobjekt zu: 09140146 | Funkerberg 5 (Lage)                                                       | Reithalle | | BW |
| 09140831 Teilobjekt zu: 09140146 | Funkerberg 14, 14a, 14b (Lage)                                            | Kaserengebäude | Das zweigeschossige Gebäude wird auch als Fahrzeug- und Kammergebäude bezeichnet. | BW |
| 09140833 Teilobjekt zu: 09140146 | Funkerberg 15 (Lage)                                                      | Werkstattgebäude | Das Gebäude befindet sich südöstlich des Fahrzeug- und Kammergebäudes Das eingeschossige Haus mit Walmdach wurde von 1913 bis 1916 gebaut. | BW |
| 09140707                         | Funkerberg 17 (Lage)                                                      | Offizierskasino | | Offizierskasino |
| 09140131                         | Gerichtsstraße (Lage)                                                     | Gedenkstein für Verfolgte des Naziregimes (VdN), für die gefallenen Antifaschisten der Stadt und die Gefangenen des KZ-Außenlagers | Der Gedenkstein erinnert an die gefallenen Antifaschisten des KZ-Außenlagers von Königs Wusterhausen. | Gedenkstein für Verfolgte des Naziregimes (VdN), für die gefallenen Antifaschisten der Stadt und die Gefangenen des KZ-Außenlagers |
| 09140128 Wikidata                | Kirchplatz (Lage)                                                         | Kreuzkirche mit Grabmälern auf dem Kirchhof und Resten der Kirchhofsmauer | Die evangelische Kirche in Königs Wusterhausen wurde 1697 erbaut und 1757 bis 1758 erweitert. | weitere Bilder |
| 09140135                         | Köpenicker Straße 2 b (Lage)                                              | Schulkomplex, bestehend aus Schulgebäude (ohne Erweiterungsbau von 1992) und Turnhallen-Feuerwehrgebäude | | Schulkomplex, bestehend aus Schulgebäude (ohne Erweiterungsbau von 1992) und Turnhallen-Feuerwehrgebäude |
| 09141042 Teilobjekt zu: 09140135 | Köpenicker Straße 2b (Lage)                                               | Turnhalle | | BW |
| 09141043 Teilobjekt zu: 09140135 | Köpenicker Straße 2b (Lage)                                               | Feuerwehrdepot | | BW |
| 09140549                         | Köpenicker Straße 29, Schulweg 1 a (Lage)                                 | Kreiskrankenhaus bestehend aus Haupthaus, erstem Erweiterungsbau einschließlich Verbindungsbau zum Haupthaus, Laboratoriums- und Pathologiegebäude, Arztwohnhaus einschließlich terrassierter Zuwegung, Personalwohnhaus, Isolier-Krankenpavillon und Pförtnerhäuschen | | Kreiskrankenhaus bestehend aus Haupthaus, erstem Erweiterungsbau einschließlich Verbindungsbau zum Haupthaus, Laboratoriums- und Pathologiegebäude, Arztwohnhaus einschließlich terrassierter Zuwegung, Personalwohnhaus, Isolier-Krankenpavillon und Pförtnerhäuschen |
| 09141326 Teilobjekt zu: 09140549 | Köpenicker Straße 29 ()                                                   | Krankenhaus | | ein Bild hochladen |
| 09141327 Teilobjekt zu: 09140549 | Köpenicker Straße 29 (Lage)                                               | Krankenhausgebäude & Verbindungsbau | | BW |
| 09141328 Teilobjekt zu: 09140549 | Köpenicker Straße 29 (Lage)                                               | Krankenhausgebäude | | BW |
| 09141329 Teilobjekt zu: 09140549 | Köpenicker Straße 29 ()                                                   | Ärztewohnhaus | | ein Bild hochladen |
| 09141330 Teilobjekt zu: 09140549 | Schulweg 1a (Lage)                                                        | Wohnhaus | | BW |
| 09141331 Teilobjekt zu: 09140549 | Köpenicker Straße 29 (Lage)                                               | Isoliergebäude | | BW |
| 09141332 Teilobjekt zu: 09140549 | Köpenicker Straße 29 (Lage)                                               | Pförtnerhaus | | BW |
| 09140129 Wikidata                | Luckenwalder Straße 64 (Lage)                                             | „Heim für deutsche Blinde in Königs Wusterhausen“: Hauptgebäude mit angegliederten Nebengebäuden und Umgang sowie „Feierabendhaus für Blinde“, gärtnerische Anlage und Einfriedung (Brandenburgische Schule für Blinde und Sehbehinderte)                              | Der Architekt Ludwig Möckel hat die Gebäude von 1899 bis 1901 erbaut. Am 1. April 1901 wurde das Heim eröffnet. Heute befindet sich hier die Blindenschule. | weitere Bilder |
| 09140934 Teilobjekt zu: 09140129 | Luckenwalder Straße 64 (Lage)                                             | Blindenheim | | BW |
| 09140932 Teilobjekt zu: 09140129 | Luckenwalder Straße 64 (Lage)                                             | Wohnhaus | | BW |
| 09140931 Teilobjekt zu: 09140129 | Luckenwalder Straße 64 (Lage)                                             | Maschinenhaus | | BW |
| 09140933 Teilobjekt zu: 09140129 | Luckenwalder Straße 64 (Lage)                                             | Altersheim | | BW |
| 09140739                         | Max-Werner-Straße (Lage)                                                  | Volksschule | | Volksschule |
| 09140471                         | Potsdamer Straße 52 (Lage)                                                | Schauseiten des Erweiterungsbaus des Wohnhauses | | weitere Bilder |
| 09140330 Wikidata                | Schloßplatz 1 (Lage)                                                      | Jagdschloss (SPSG) mit Hofgebäuden | Das Jagdschloss gründet sich auf eine Wasserburg aus dem 14. Jahrhundert, die erstmals 1382 erwähnt wurde. Im Jahr 1682 wurde das Anwesen durch den Großen Kurfürsten für seinen Sohn Friedrich I. erworben, welcher es wiederum seinem Sohn Friedrich Wilhelm I., dem späteren Soldatenkönig schenkte. | weitere Bilder |
| 09140611 Teilobjekt zu: 09140330 | Schloßplatz 1 (Lage)                                                      | Wirtschaftsgebäude | Das Wirtschaftsgebäude befindet sich nordwestlich vom Schloss. | BW |
| 09140612 Teilobjekt zu: 09140330 | Schloßplatz 1 (Lage)                                                      | Wirtschaftsgebäude | Das Wirtschaftsgebäude befindet sich nordöstlich vom Schloss. | BW |
| 09140466                         | Schloßplatz 4 (Lage)                                                      | Bauliches Ensemble Amtsgericht, bestehend aus Amtsgerichtsgebäude sowie Gefängnisgebäude mit Beamtenhaus einschließlich Gefängniseinfriedung und Vorgartenumwehrung | | weitere Bilder |
| 09141258 Teilobjekt zu: 09140466 | Schloßplatz 4 (Lage)                                                      | Gefängnisgebäude | | BW |
| 09141259 Teilobjekt zu: 09140466 | (Lage)                                                                    | Beamtenwohnhaus | | BW |
| 09140627                         | Schloßplatz 5 (Lage)                                                      | Doppelpfarrhaus der evangelischen Kreuzkirche | | Doppelpfarrhaus der evangelischen Kreuzkirche |
| 09140130                         | Storkower Straße (Lage)                                                   | Rundbogenbrücke | | weitere Bilder |

### Neue Mühle
| ID-Nr.                           | Lage   | Bezeichnung | Beschreibung                                                                  | Bild           |
| -------------------------------- | ------ | ----------- | ----------------------------------------------------------------------------- | -------------- |
| 09140133                         | (Lage) | Schleuse    | Die Schleuse befindet sich an der Zensdorfer Straße und der Tiergartenstraße. | weitere Bilder |
| 09141040 Teilobjekt zu: 09140133 | (Lage) | Brücke      | Es ist eine Zugbrücke. Befindet sich nördlich der Brücken.                    | BW             |

### Niederlehme
| ID-Nr.                           | Lage                           | Bezeichnung | Beschreibung                                                                                           | Bild |
| -------------------------------- | ------------------------------ | --- | --- | --- |
| 09140251 Wikidata                | Karl-Marx-Strasse 147 (Lage)   | Wasserturm Niederlehme | Der ehemaliger Trinkwasserturm lieferte von 1902 bis in die 1960er Jahren Niederlehme mit Trinkwasser. | weitere Bilder |
| 09140618                         | Karl-Marx-Straße 31 (Lage)     | Beamtenwohnhaus der „Berliner Kalksandsteinwerke Robert Guthmann GmbH“ mit Nebengebäude, Trafoturm und Einfriedungsmauer | | Beamtenwohnhaus der „Berliner Kalksandsteinwerke Robert Guthmann GmbH“ mit Nebengebäude, Trafoturm und Einfriedungsmauer |
| 09141353 Teilobjekt zu: 09140618 | Karl-Marx-Straße 31 (Lage)     | Wirtschaftsgebäude & Remise | Die beiden Gebäude stehen an der Nordseite des Grundstückes.                                           | BW |
| 09141354 Teilobjekt zu: 09140618 | Karl-Marx-Straße 31 (Lage)     | Trafostation | Die Station befindet sich auf der Nordwestecke des benachbarten Grundstücks.                           | BW |
| 09140252                         | Karl-Marx-Straße 31 (Lage)     | Reste der Ernst-Thälmann-Gedenkstätte im „Sporthaus Ziegenhals“, bestehend aus Motorboot „Charlotte“ und Inventar der ehemaligen Gedenkstätte (deponiert). | Das Sporthaus Ziegenhals wurde im Mai 2010 durch den damaligen Eigentümer abgerissen.                  | BW |
| 09140531 Wikidata                | Karl-Marx-Straße 74, 75 (Lage) | Dorfkirche mit Konfirmandensaal und Pfarrhaus sowie Kriegerdenkmal | | weitere Bilder |
| 09140763 Teilobjekt zu: 09140531 | Karl-Marx-Straße 74, 75 (Lage) | Orgel | | BW |
| 09141307 Teilobjekt zu: 09140531 | Karl-Marx-Straße 74, 75 (Lage) | Konfirmandensaal | Der Saal liegt an der Südseite des Chores zwischen Kirche und Pfarrhaus.                               | BW |
| 09141308 Teilobjekt zu: 09140531 | Karl-Marx-Straße 74, 75 (Lage) | Pfarrhaus | | BW |
| 09141309 Teilobjekt zu: 09140531 | Karl-Marx-Straße 74, 75 (Lage) | Kriegerdenkmal | | weitere Bilder |
| 09140253                         | Triftstraße (Lage)             | Ehrenmal für die ermordeten Antifaschisten des Ortes | | Ehrenmal für die ermordeten Antifaschisten des Ortes                                                                     |
| 09140684                         | Wernsdorfer Straße ()          | Werk Niederlehme der Paraxol GmbH, bestehend aus Hexalol-gebäude, Zeinsgebäude, Laboratorium, Maschinenhaus, Kesselhaus mit Kohlebunker, Fertigprodukt- und Versandgebäude, Packmaterial- und Kalklagerhaus, Feuerwehr mit Kraftwagengarage, Wohlfahrtshaus, Unterkunftshaus der Gefolgschaft mit Garagenanlage | | ein Bild hochladen |
| 09140685 Teilobjekt zu: 09140684 | Wernsdorfer Straße ()          | Fabrikhalle | Das Hexalolgebäude befindet sich im Nordwesten des Geländes.                                           | ein Bild hochladen |
| 09140686 Teilobjekt zu: 09140684 | Wernsdorfer Straße ()          | Fabrikhalle | Die Halle steht westlich des Hexalolgebäude.                                                           | ein Bild hochladen |
| 09140687 Teilobjekt zu: 09140684 | Wernsdorfer Straße ()          | Laborgebäude | | ein Bild hochladen |
| 09140688 Teilobjekt zu: 09140684 | Wernsdorfer Straße ()          | Maschinenhaus | Das Haus steht im Osten des Geländes.                                                                  | ein Bild hochladen |
| 09140689 Teilobjekt zu: 09140684 | Wernsdorfer Straße ()          | Kesselhaus & Kohlebunker | | ein Bild hochladen |
| 0914 Teilobjekt zu: 09140684     | Wernsdorfer Straße ()          | Lagergebäude | Das Gebäude steht nördlich des Maschinenhaus.                                                          | ein Bild hochladen |
| 09140691 Teilobjekt zu: 09140684 | Wernsdorfer Straße ()          | Lagergebäude | Das Gebäude steht westlich des Maschinenhaus.                                                          | ein Bild hochladen |
| 09140692 Teilobjekt zu: 09140684 | Wernsdorfer Straße ()          | Feuerwehrdepot & Garagenanlage | | ein Bild hochladen |
| 09140693 Teilobjekt zu: 09140684 | Wernsdorfer Straße ()          | Sozialgebäude | Das Gebäude steht westlich der Feuerwehr.                                                              | ein Bild hochladen |
| 09140694 Teilobjekt zu: 09140684 | Wernsdorfer Straße ()          | Mannschaftsgebäude & Garagenanlage | Die Gebäude liegen im Südwesten des Geländes.                                                          | ein Bild hochladen |

### Senzig
| ID-Nr.   | Lage                  | Bezeichnung        | Beschreibung                                                                          | Bild           |
| -------- | --------------------- | ------------------ | ------------------------------------------------------------------------------------- | -------------- |
| 09141367 | Chausseestraße (Lage) | „Seebrücke“ Senzig | Ehemalige Verladebrücke; ca. 55 Meter lange und 7 Meter breite Stahlbetonkonstruktion | weitere Bilder |

### Wernsdorf
| ID-Nr.            | Lage              | Bezeichnung | Beschreibung | Bild           |
| ----------------- | ----------------- | ----------- | --- | -------------- |
| 09140444 Wikidata | Jovestraße (Lage) | Dorfkirche  | Die evangelische Kirche wurde von 1801 bis 1803 erbaut. Es ist ein Saalbau mit eingezogenen Turm. Innen befindet sich eine Hufeisenempore. | weitere Bilder |

### Zeesen
| ID-Nr.                           | Lage           | Bezeichnung                                           | Beschreibung | Bild                                                  |
| -------------------------------- | -------------- | ----------------------------------------------------- | --- | ----------------------------------------------------- |
| 09140608                         | Dorfaue (Lage) | Herrschaftliches Wohnhaus „Lusthaus“ mit Gartenanlage | Das Herrenhaus wurde 1690 erbaut. Zum Ende des 19. Jahrhunderts wurde das Haus aufgestockt. Zu Beginn des 20. Jahrhunderts wohnten hier unter anderem Eugen Gutmann und Gustaf Gründgens mit seiner Frau Marianne Hoppe. | Herrschaftliches Wohnhaus „Lusthaus“ mit Gartenanlage |
| 09140609 Teilobjekt zu: 09140608 | Dorfaue (Lage) | Gartenanlage                                          | | BW                                                    |

### Zernsdorf
| ID-Nr.                           | Lage                       | Bezeichnung | Beschreibung | Bild                                                                     |
| -------------------------------- | -------------------------- | --- | --- | ------------------------------------------------------------------------ |
| 09140701 Wikidata                | Bahnhofsweg 3, 4 (Lage)    | Bahnhof Zernsdorf bestehend aus Empfangsgebäude mit Stellwerksannex einschließlich Stellwerkstechnik, Verbindungsbau, Güterschuppen, Kopframpe, zwei Nebengebäuden, dem Kleinpflaster an den Gebäuden sowie dem Inselbahnsteig, vier Flügelsignalen und sieben Spannwerken | Der Bahnhof an der Strecke von Königs Wusterhausen über Beeskow nach Grunow ging im Jahr 1898 in Betrieb. Das Bahnhofsensemble aus der Erbauungszeit der Strecke wurde 2012 unter Denkmalschutz gestellt. | weitere Bilder                                                           |
| 09140702 Teilobjekt zu: 09140701 | Bahnhofsweg 4 (Lage)       | Bahnhofsempfangsgebäude | | BW                                                                       |
| 09140703 Teilobjekt zu: 09140701 | Bahnhofsweg 4 (Lage)       | Güterschuppen | | BW                                                                       |
| 09140704 Teilobjekt zu: 09140701 | Bahnhofsweg 3 (Lage)       | Nebengebäude | | BW                                                                       |
| 09140705 Teilobjekt zu: 09140701 | Bahnhofsweg 4 (Lage)       | Nebengebäude | | BW                                                                       |
| 09140706 Teilobjekt zu: 09140701 | Bahnhofsweg 4 (Lage)       | Bahnsteig | | Bahnsteig                                                                |
| 09140310                         | Friedensaue (Lage)         | Gedenkstein für die Gefallenen bei der Niederschlagung des Kapp-Putsches | | Gedenkstein für die Gefallenen bei der Niederschlagung des Kapp-Putsches |
| 09140628                         | Karl-Marx-Straße 17 (Lage) | Alter Dorffriedhof mit ca. 200 historischen Grabmalen sowie Gerätehaus, Friedhofskapelle und Kriegerdenkmal | | weitere Bilder                                                           |
| 09140562                         | Karl-Marx-Straße 52 (Lage) | Altarwand des evangelischen Gemeinderaums | | BW                                                                       |
| 09140422                         | Rütgersstraße 21 (Lage)    | Wasserturm der ehemaligen Schwellentränkungsanstalt | | weitere Bilder                                                           |
| 09140859                         | Zur Alten Werft (Lage)     | Boots- und Logierhaus | | weitere Bilder                                                           |

## Ehemalige Baudenkmale
| ID-Nr. | Lage                                  | Bezeichnung                                           | Beschreibung | Bild                                                  |
| ------ | ------------------------------------- | ----------------------------------------------------- | ------------ | ----------------------------------------------------- |
|        | Friedrich-Engels-Straße 25, 26 (Lage) | Villa des Fabrikanten Hermann Leopold und Einfriedung |              | Villa des Fabrikanten Hermann Leopold und Einfriedung |